# دانشگاه آزاد اسلامی واحد میانه
دانشگاه آزاد اسلامی واحد میانه در سال ۱۳۷۲ با پذیرش ۱۷۵ نفر دانشجو در رشته تحصیلی زراعت و اصلاح نباتات و ۵۲ نفر در رشته کاردانی کاربرد کامپیوتر آغاز شد.
سید حسین هاشمی از مهر ماه سال ۱۳۷۲ تا آذر ماه سال ۱۳۷۶ اولین رئیس این واحد دانشگاهی بودند پس از او یدالله رجایی از آذر ماه سال ۱۳۷۶ تا شهریور ماه سال۱۳۸۱ سپس مهرداد عبدی از شهریور ماه سال ۱۳۸۱ تا آبان ماه سال ۱۳۸۳ ، رسول صمدزاده از آبان ماه سال ۱۳۸۳ تا خرداد ماه سال ۱۳۸۵ ،  جابر داودی از خرداد ماه ۱۳۸۵ تا اسفند ماه سال ۱۳۸۸ ،علیرضا حسین پور سنبلی از اسفند ماه سال ۱۳۸۸ تا شهریور ماه سال ۱۳۹۲ ،از شهریور ماه سال ۱۳۹۲ تا تیر ماه سال ۱۳۹۵ علی سلمانپور زنوزی ریاست واحد میانه را بر عهده داشتند و از تیرماه سال ۱۳۹۵ مسئولیت واحد را به  علی سلیمی شاملو  و در ادامه از در چهاردهم آذر ۱۳۹۷  جبار بشیری به ریاست واحد میانه منصوب شدند.
این واحد دانشگاهی بزرگترین دانشگاه در جنوب شرق استان آذربایجان شرقی است که دارای ۱۷ رشته دکترای تخصصی و ۵۰ رشته کارشناسی ارشد و ۸۴ رشته کارشناسی و ۵۰ رشته کاردانی می‌باشد.

## کتابخانه‌ها و آزمایشگاه‌های دانشگاه
دانشگاه آزاد میانه دارای سه باب کتابخانه مجزا در دانشکده‌های مختلف خود است؛ که این کتابخانه‌ها در مجموع دارای بیش از ۲۵۰۰۰ عنوان کتاب فارسی و غیرفارسی و ۳۸۰۰۰ عنوان کتاب الکترونیکی به زبان فارسی و انگلیسی در بیش از ۱۰۰۰ متر مربع فضای مطالعاتی و کتابخانه‌ای می‌باشد.
همچنین دارای ۱۷ آزمایشگاه تخصصی، ۱۵ کارگاه فنی مهندسی پیشرفته و ۶ سایت کامپیوتری مجهز می‌باشد.

## آمارهیات علمی و کارکنان اداری
تعداد اعضای هیئت علمی این واحد ۱۱۰ نفراست و تعداد کارکنان اداری واحد میانه۱۲۰ نفر می‌باشد.

## مرکز تحقیقات
مرکز تحقیقات تحت عنوان «گیاهان دارویی و محصولات ارگانیک» در اسفند ماه سال ۹۳ با مجوز سازمان مرکزی دانشگاه آزاد اسلامی دایر گردیده‌است.

## مرکز رشد واحدهای فناور
دانشگاه آزاد اسلامی واحد میانه اولین واحد دانشگاهی در استان می‌باشد که تحت حمایت پارک علمی فناوری استان موفق به تأسیس مرکز رشد اقماری واحدهای فناور شده‌است و هم‌اکنون بیش از ۱۱ شرکت فناور در آن مستقر می‌باشد.

## نشریات علمی
این واحد دانشگاهی دارای یک مجله با رتبه علمی پژوهشی مصوب دانشگاه آزاد اسلامی تحت عنوان «بوم‌شناسی گیاهان زراعی» بوده و چندین نشریه دانشجویی مربوط به انجمنهای علمی دانشجویی مصوب منجمله نشریه «پیام دامپزشکی» و «کاسبرگ» و «نشریه تخصصی مشترک مهندسی مالی-حسابداری» می‌باشد.